# بروتين مرتبط بفيتامين د
بروتين مرتبط بفيتامين د (بالإنجليزية: Vitamin D-binding protein)‏ هو بروتين موجود عن الإنسان مشفر بالمورثة GC.

## خريطة مسار تفاعلية
اضغط على المورثة أو البروتين أو المادة للذهاب إلى المقالة المتعلقة بها.
1. ↑  يمكن تعديل مخطط مسار التكوين التفاعلي في  ويكيباثويز: "VitaminDSynthesis_WP1531".